# Horst Oldenburg

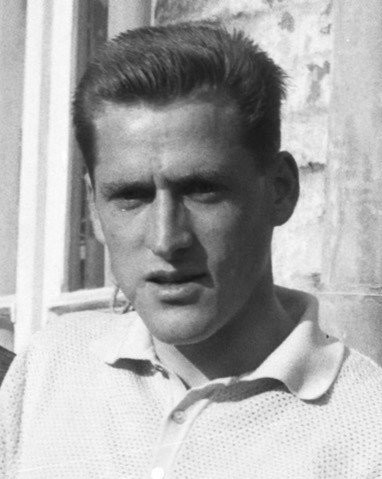
Horst Oldenburg (1963)

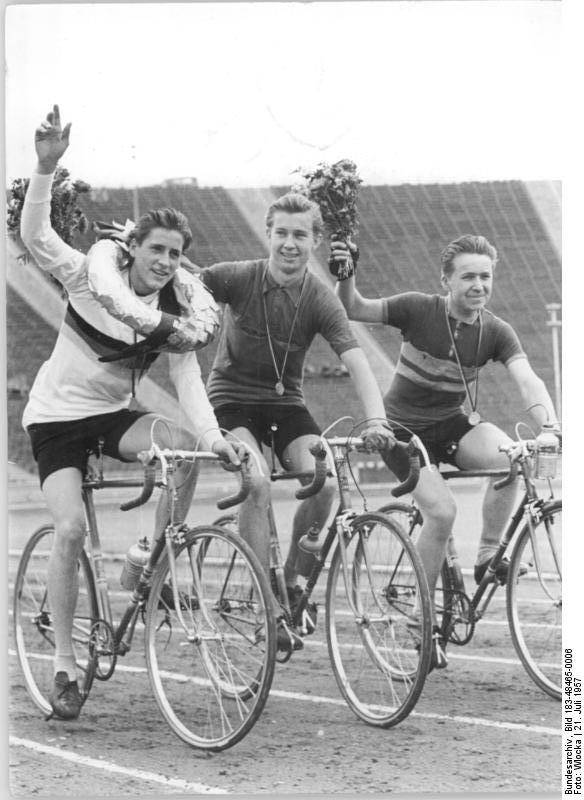
1957 wurde Oldenburg (l.) DDR-Jugendmeister im Einzelzeitfahren.

Horst Oldenburg (* 17. Oktober 1939 in Daber) ist ein ehemaliger deutscher Radrennfahrer.
Horst Oldenburg begann seine Radsport-Laufbahn als Jugendlicher beim SC Einheit Berlin und gewann 1957 die Jugendmeisterschaft der DDR im Einzelzeitfahren (siehe Bild rechts unten). In die Männerklasse wechselte er im Folgejahr, wo er bereits 1959 für die
DDR-Nationalmannschaft nominiert wurde und einen vierten Platz der Gesamtwertung der Polen-Rundfahrt erreichen konnte. 1960 gewann er drei Etappen der Ägypten-Rundfahrt und belegte Platz fünf in der Gesamtwertung. Im selben Jahr wurde er als Ersatzmann für die
WM-Nationalmannschaft der DDR auf dem Sachsenring berufen.
Nach seiner Flucht nach West-Berlin hatte Oldenburg im Oktober 1960 sein Profidebüt beim Berliner Sechstagerennen an der Seite des Routiniers Lucien Gillen; das Duo erreichte Platz acht. 1961 machte er erstmals auf sich aufmerksam, als er bei der Internationalen Afri-Cola Deutschland-Rundfahrt vier Etappen im Spurt für sich entscheiden konnte. 1961 siegte er auch im Großen Preis Veith. 1962 wurde er Dritter der Deutschen Meisterschaft im Straßenrennen und belegte in der Gesamtwertung der Tour de l’Oise Platz zwei. Zweimal, 1961 und 1967, startete Oldenburg bei der Tour de France, gab aber beide Male auf. 1963 wurde er erneut Dritter der Deutschen Straßenmeisterschaft, 1964 und 1965 gewann er Rund um Köln und 1966 die Nord-West Schweizer Rundfahrt. In den folgenden Jahren verlegte er seinen Schwerpunkt auf den Bahnradsport.
1965 wurde Oldenburg Deutscher Meister im Zweier-Mannschaftsfahren, mit Hennes Junkermann. 1968 wurde er Europameister in dieser Disziplin, mit Dieter Kemper.
Bei Straßen-Weltmeisterschaften war er von 1961 bis 1966 am Start und konnte als beste Platzierung 1962 den neunten Platz erkämpfen.
1963 war er als 30. und 1964 nochmals im Vorderfeld als 12. ins Ziel gekommen.
Horst Oldenburg startete bei 100 Sechstagerennen, von denen er zehn gewann, sieben davon mit Kemper, zwei mit Leandro Faggin und eins mit Wolfgang Schulze. Er war bis 1973 als Profi-Rennfahrer aktiv.
Oldenburg lebt in Kalifornien und betrieb dort eine Dachdeckerwerkstatt. Er ist der jüngere Bruder von Günter Oldenburg, der ebenfalls als Radrennfahrer in der DDR und nach dem Wechsel in den Westen aktiv war.